# Bief-du-Fourg
Bief-du-Fourg là một xã trong vùng hành chính Franche-Comté, thuộc tỉnh Jura, quận Lons-le-Saunier, tổng Nozeroy. Tọa độ địa lý của xã là 46° 48' vĩ độ bắc, 06° 06' kinh độ đông. Bief-du-Fourg nằm trên độ cao trung bình là 860 mét trên mặt nước biển, có điểm thấp nhất là 840 mét và điểm cao nhất là 883 mét. Xã có diện tích 10.20 km², dân số vào thời điểm 2006 là 150 người; mật độ dân số là 15 người/km².

## Địa điểm tham quan
Nhà thờ của Bief-du-Fourg được xây dựng trong thế kỉ 18.